# Giro delle Fiandre 1997
Il Giro delle Fiandre 1997, ottantunesima edizione della corsa e valida come secondo evento della Coppa del mondo di ciclismo su strada 1997, fu disputato il 6 aprile 1997, per un percorso totale di 267 km. Fu vinto dal danese Rolf Sörensen, al traguardo con il tempo di 5h57'01" alla media di 44,872 km/h.
Partenza a Sint-Niklaas con 189 corridori di cui 94 portarono a termine il percorso.

## Squadre e ciclisti partecipanti
| N.      | Cod. | Squadra                 |
| ------- | ---- | ----------------------- |
| 1-8     | MAP  | Mapei-GB                |
| 11-18   | ONC  | ONCE                    |
| 21-28   | TEL  | Team Deutsche Telekom   |
| 31-38   | MAG  | MG Maglificio-Technogym |
| 41-48   | FES  | Festina-Lotus           |
| 51-58   | PLT  | Team Polti              |
| 61-68   | COF  | Cofidis                 |
| 71-78   | FDJ  | La Française des Jeux   |
| 81-88   | ROS  | Roslotto-ZG Mobili      |
| 91-98   | GAN  | GAN                     |
| 101-110 | TVM  | TVM-Farm Frites         |
| 111-118 | SAE  | Saeco                   |
| 121-128 | RAB  | Rabobank                |

| N.      | Cod. | Squadra                     |
| ------- | ---- | --------------------------- |
| 131-138 | CSO  | Casino-C'est votre Equipe   |
| 141-150 | BAT  | Batik-Del Monte             |
| 151-158 | BAN  | Banesto                     |
| 161-168 | SCR  | Scrigno-Gaerne              |
| 171-178 | LOT  | Lotto-Mobistar-Isoglass     |
| 181-188 | USP  | US Postal Service           |
| 191-199 | ASI  | Asics-CGA                   |
| 201-208 | REF  | Refin-Mobilvetta            |
| 211-216 | KEL  | Kelme-Costa Blanca          |
| 221-228 | VLA  | Vlaanderen 2002-Eddy Merckx |
| 231-238 |      | Palmans-Lystex              |
| 241-248 |      | Collstrop                   |

## Ordine d'arrivo (Top 10)
| Pos. | Corridore          | Squadra        | Tempo    |
| ---- | ------------------ | -------------- | -------- |
| 1    | Rolf Sörensen      | Rabobank       | 5h57'01" |
| 2    | Frédéric Moncassin | GAN            | a 7"     |
| 3    | Franco Ballerini   | Mapei-GB       | a 8"     |
| 4    | Andrej Čmil        | Lotto          | s.t.     |
| 5    | Davide Casarotto   | Scrigno-Gaerne | a 20"    |
| 6    | Claudio Chiappucci | Asics-CGA      | a 21"    |
| 7    | Michele Bartoli    | MG Maglificio  | a 27"    |
| 8    | Jo Planckaert      | Lotto          | s.t.     |
| 9    | Peter Van Petegem  | TVM            | s.t.     |
| 10   | Vjačeslav Ekimov   | US Postal      | s.t.     |